# In Country
In Country (también conocida como Recuerdos de guerra o Cenizas de guerra) es una película dramática estadounidense de 1989, dirigida y producida por Norman Jewison, protagonizada por Bruce Willis y Emily Lloyd. El guion de Frank Pierson y Cynthia Cidre se basó en la novela homónima de Bobbie Ann Mason. La partitura musical original fue compuesta por James Horner. Willis obtuvo una nominación al Globo de Oro como mejor actor de reparto por su papel.

## Trama
Samantha Hughes, de 17 años, recién graduada de la escuela secundaria, vive en la ficticia Hopewell, Kentucky. Su tío Emmett Smith, un tranquilo veterano de Vietnam, sufre un trastorno de estrés postraumático.El padre de Samantha, Dwayne, fue asesinado en Vietnam a los 21 años después de casarse y dejar embarazada a la madre de Samantha, Irene. Samantha encuentra algunas fotografías, medallas y cartas antiguas de su padre y se obsesiona con saber más sobre él.
Irene, que se mudó a Lexington, Kentucky, con su segundo marido, quiere que Samantha se mude con ellos y vaya a la universidad. Pero Samantha preferiría quedarse con Emmett y tratar de saber más sobre su padre. Su madre no la ayuda, ya que le dice a Samantha: «Cariño, me casé con él un mes antes de que se fuera a la guerra. Tenía 19 años. Casi ni lo recuerdo». Finalmente, Samantha, Emmett y su abuela visitan el Monumento a los Veteranos de Vietnam en Washington D. C. Y, el encontrar el nombre de su padre en el monumento, libera emociones en Samantha y su familia.

## Elenco
- Bruce Willis como Emmett Smith
- Emily Lloyd como Samantha Hughes
- Joan Allen como Irene
- Kevin Anderson como Lonnie
- John Terry como Tom
- Peggy Rea como Mamaw
- Judith Ivey como Anita
- Daniel Jenkins como Dwayne
- Stephen Tobolowsky como Pete
- Jim Beaver como Earl Smith
- Richard Hamilton como Grandpaw
- Heidi Swedberg como Dawn
- Ken Jenkins como Jim Holly
- Jonathan Hogan como Larry
- Patricia Richarson como Cindy